# Barbatula frenata
Barbatula frenata är en fiskart som först beskrevs av Heckel, 1843.  Barbatula frenata ingår i släktet Barbatula och familjen grönlingsfiskar. Inga underarter finns listade.